# Trzecia Droga (Polska)

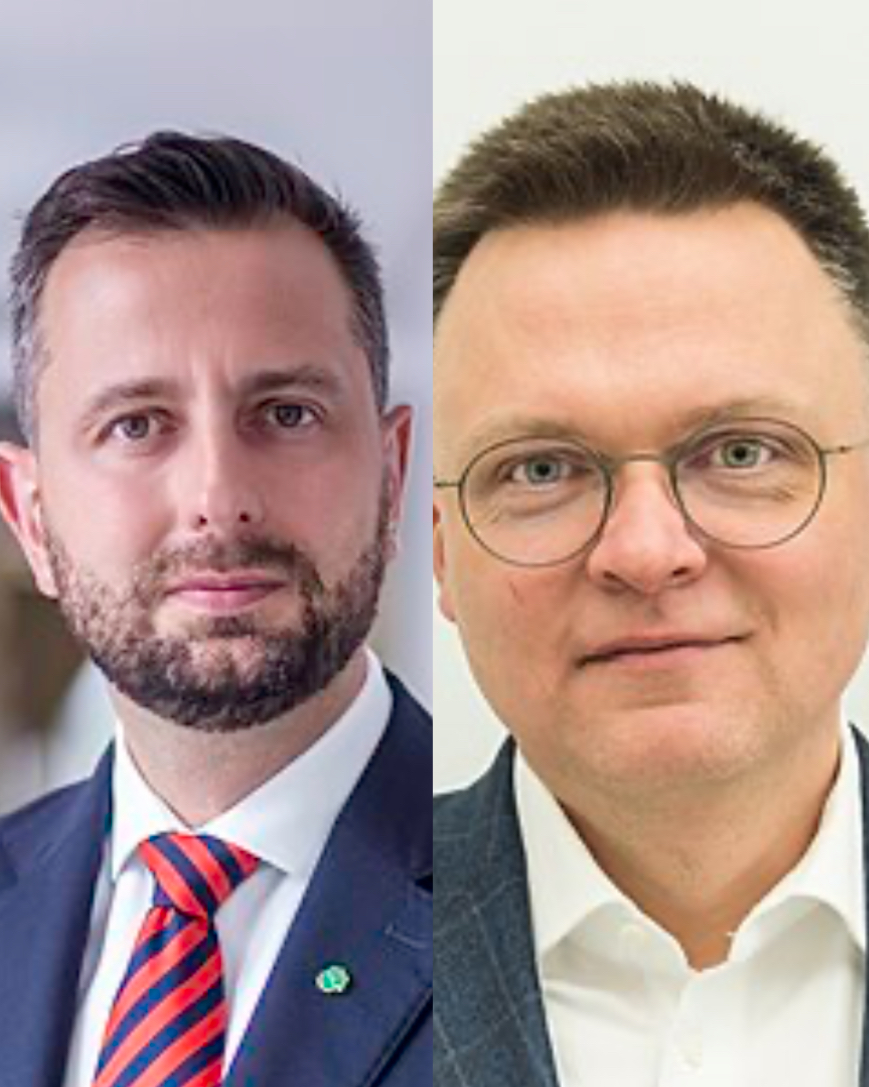
Liderzy TD: Władysław Kosiniak-Kamysz (PSL) i Szymon Hołownia (PL2050)

Trzecia Droga (pełna nazwa: Trzecia Droga Polska 2050 Szymona Hołowni – Polskie Stronnictwo Ludowe) – polska koalicja polityczna o charakterze centrowym i chadecko-liberalnym, powołana przed wyborami parlamentarnymi w 2023, zawiązana przez Polskie Stronnictwo Ludowe i Polskę 2050 Szymona Hołowni. 
Celem koalicji stało się stworzenie alternatywy dla dominujących na scenie politycznej Prawa i Sprawiedliwości oraz Platformy Obywatelskiej, przy jednoczesnej deklaracji współpracy z innymi ugrupowaniami opozycyjnymi wobec rządu skupionego wokół PiS (a mianowicie Koalicji Obywatelskiej i Lewicy) oraz zapowiedziach powołania z nimi koalicyjnego rządu po wyborach. 
Powołanie koalicji ogłoszono 27 kwietnia 2023. Z jej list oprócz dwóch partii formalnie tworzących TD w wyborach parlamentarnych wystartowały również, z puli kandydatów PSL, grupa sojuszników tej partii w ramach Koalicji Polskiej – środowiska konserwatywne (partia Centrum dla Polski, stowarzyszenie Młoda Polska, a także m.in. kandydaci związani z partią Porozumienie i prezes Wolnościowców) oraz Unia Europejskich Demokratów. 
Po wyborach, zgodnie z założeniami, TD weszła w skład trzeciego rządu Donalda Tuska wraz z KO i Lewicą. Szymon Hołownia został marszałkiem Sejmu, a Władysław Kosiniak-Kamysz objął funkcję wicepremiera. Współpraca Polski 2050 z PSL w ramach TD uległa rozluźnieniu w czerwcu 2025.

## Historia
Współpracę programową Polska 2050 i Polskie Stronnictwo Ludowe ogłosiły 7 lutego 2023, kiedy to liderzy partii, odpowiednio Szymon Hołownia i Władysław Kosiniak-Kamysz, ogłosili powołanie wspólnego zespołu programowego i zapowiedzieli opracowanie „wspólnej listy spraw do załatwienia”. Efekty prac przedstawiono 1 marca. Strony zadeklarowały chęć współpracy w zakresie sądownictwa, edukacji oraz samorządów terytorialnych. 27 kwietnia ogłoszono zawiązanie przez obie formacje koalicji wyborczej, której nazwę ujawniono 15 maja. Porozumienie zakładało powołanie po wyborach dwóch osobnych klubów parlamentarnych.
9 sierpnia PSL i Polska 2050 podpisały umowę koalicyjną. Jednocześnie oba główne podmioty koalicji powołały współpracujące ze sobą osobne sztaby wyborcze: szefem sztabu PSL został Adam Jarubas, a Polski 2050 Katarzyna Pełczyńska-Nałęcz. Miesiąc później zaprezentowano hasło wyborcze TD „Dość kłótni, do przodu!” oraz szereg postulatów gospodarczych. Na konwencji gościli Irena Lipowicz i Jan Rulewski, TD wsparli również m.in. Aleksander Hall, Bogusław Sonik, Leszek Balcerowicz i John Godson, częściowo również Bronisław Komorowski.
W wyborach TD zajęła 3. miejsce, uzyskując 14,4% głosów. Otrzymała 65 mandatów w Sejmie i 11 (w ramach tzw. paktu senackiego) w Senacie. W Sejmie 33 mandaty przypadły kandydatom Polski 2050, a 32 przedstawicielom PSL (z czego 5 otrzymali współpracujący z PSL w ramach Koalicji Polskiej konserwatyści – w tym 3 członkowie Centrum dla Polski, mandat przypadł także m.in. byłej prezes Porozumienia, która jednak po wyborach wstąpiła do PSL). W Senacie 6 mandatów zdobyli kandydaci PSL (w tym po jednym politycy CdP i Unii Europejskich Demokratów), a 5 przedstawiciele Polski 2050. W Sejmie powstały oddzielne kluby Polski 2050 i PSL (w nazwie których jednak znalazła się Trzecia Droga), a w Senacie – wspólny klub TD, do którego przystąpił także wybrany z ramienia własnego komitetu senator Józef Zając (zasilając konserwatywne środowisko w ramach KP). Szymon Hołownia został wybrany na marszałka Sejmu. W Radzie Ministrów premiera Donalda Tuska z PO znalazło się 7 przedstawicieli Trzeciej Drogi: z ramienia PSL Władysław Kosiniak-Kamysz (jako wicepremier), Krzysztof Hetman (którego w 2024 zastąpił Krzysztof Paszyk), Dariusz Klimczak i Czesław Siekierski, a z ramienia Polski 2050 Agnieszka Buczyńska (którą w 2024 zastąpiła Adriana Porowska), Paulina Hennig-Kloska i Katarzyna Pełczyńska-Nałęcz.
W wyborach samorządowych w 2024 ponownie powołano komitet TD, który wystartował do wszystkich sejmików województw, a także do części innych gremiów. W wyborach do sejmików komitet zajął 3. miejsce z wynikiem 14,25% głosów i zdobywając 80 mandatów, uzyskując je we wszystkich województwach. 58 z nich przypadło kandydatom z puli PSL, a 22 przedstawicielom Polski 2050. 94 kandydatów komitetu TD (głównie z PSL) zostało wybranych na włodarzy, w tym 2 na prezydentów miast (działacz Polski 2050 w Legionowie, a PSL w Ciechanowie). 20 przedstawicieli TD (18 z PSL i 2 z Polski 2050) zasiadło w zarządach województw, w tym przedstawiciele PSL w dolnośląskim i mazowieckim w randze marszałka. Do klubu TD-PSL w sejmiku dolnośląskim przyłączyli się radni Bezpartyjnych Samorządowców.
W wyborach do Parlamentu Europejskiego w tym samym roku TD wystartowała pod hasłem „Bądźmy sobą w Europie”. W 7 okręgach liderami list zostali przedstawiciele Polski 2050, a w 6 Koalicji Polskiej (5 z PSL i 1 z UED). Na listach znaleźli się (wśród przedstawicieli KP, tj. w ramach puli PSL) szefowie CdP, Wolnościowców (którzy podjęli wcześniej decyzję o samorozwiązaniu), Śląskiej Partii Regionalnej (nieprawomocnie wyrejestrowanej) i stowarzyszenia zwykłego Państwo Fair Play. W wyborach TD zajęła 4. miejsce, uzyskując 6,91% głosów. Otrzymała 3 mandaty, z czego 2 przypadły PSL, a 1 Polsce 2050.
Kandydatem TD w wyborach prezydenckich w 2025 był Szymon Hołownia, który uzyskał 4,99% głosów, zajmując 5. miejsce spośród 13 kandydatów. W II turze koalicja poparła Rafała Trzaskowskiego z PO (którego już w I turze poparła UED, choć jej wiceszef, wicemarszałek Senatu Michał Kamiński, popierał Szymona Hołownię).
W wyniku obrad rady naczelnej PSL z 17 czerwca 2025, zaczęto wyrażać gotowość do samodzielnego startu partii w kolejnych wyborach. 28 czerwca zakończenie ścisłej współpracy w ramach TD zatwierdziła rada krajowa Polski 2050. Zachowany został klub TD w Senacie oraz wspólne kluby w wielu samorządach, nazwa TD pozostała także m.in. w nazwach klubów Polski 2050 i PSL w Sejmie.

## Poglądy i założenia programowe
Blok zdominowali politycy o poglądach centrowych, ze skrzydłem centroprawicowym; ideowo o przekonaniach chrześcijańsko-demokratycznych i liberalnych. Ideologicznie PSL skupia się wokół neoagraryzmu, konserwatyzmu i chrześcijańskiej demokracji, podczas gdy Polska 2050 reprezentuje głównie poglądy liberalne (częściowo socjalliberalne) z widocznymi wpływami polityki zielonej i częściowo chadecji. Partnerzy PSL w ramach Koalicji Polskiej prezentują głównie poglądy konserwatywno-liberalne (CdP, MP, Centrum Dobrego Państwa) i socjalliberalne (UED).
Zgodnie z manifestem Trzeciej Drogi, koalicja wyraziła chęć między innymi:
- zwiększyć dochody w sferze budżetowej,
- zreformować szkolnictwo,
- wdrożyć politykę klimatyczną opartą na OZE,
- uprościć system podatkowy,
- odpolitycznić kadry w spółkach skarbu państwa i urzędach państwowych,
- rozdzielić urząd Prokuratora Generalnego od Ministerstwa Sprawiedliwości,
- rozpisać referendum na temat dopuszczalności aborcji (przy pluralizmie poglądów działaczy w jej sprawie)[9][6].

TD opowiedziała się za „Polską gospodarną”, przeciwstawiając ją „Polsce marnotrawnej”. Zadeklarowała wsparcie przedsiębiorców oraz rodzin, zaproponowała także program „aktywnego rolnika”. Zaprezentowała też postulaty dotyczące mieszkalnictwa i akademików, inwestycji w branżę zbrojeniową oraz wsparcia dla firm transportowych, jak również propozycje wprowadzenia:
- dwóch niedziel handlowych w miesiącu,
- rodzinnego PIT,
- możliwości odliczenia składki zdrowotnej od podatku[11].

Wśród przedstawionych 15 września 2023 dwunastu gwarancji programowych znalazły się także postulaty:
- dobrowolnego ZUS dla mikrofirm zagrożonych niewypłacalnością,
- kompleksowej reformy systemu ochrony zdrowia,
- zrównania wynagrodzeń kobiet i mężczyzn,
- przywrócenia finansowania zabiegów in vitro,
- unowocześnienia standardów opieki okołoporodowej,
- zwiększenia dostępności żłobków,
- wprowadzenia systemu kaucyjnego w imporcie towarów rolno-spożywczych z Ukrainy,
- doprowadzenia do zmian w planie strategicznym wspólnej polityki rolnej,
- uchwalenia ustawy o asystencji osobistej,
- zwiększenia wynagrodzeń m.in. dla nauczycieli, pielęgniarek i ratowników medycznych oraz wydatków na modernizację wojska w polskich zakładach zbrojeniowych,
- włączenia WOT do systemu dowodzenia Sił Zbrojnych[33].

2 marca 2024 TD przedstawiła 12 gwarancji na wybory samorządowe, dotyczące szkolnictwa, zdrowia, dostępności mieszkań, ochrony środowiska, inwestowania w „liderów lokalnej gospodarki”, lasów, dostępności lokalnej żywności, bibliotek i świetlic w „centrach aktywności i spotkań”, komunikacji publicznej, samodzielności finansowej gmin, czy też standardów w samorządzie.
21 maja 2024 liderzy TD zaprezentowali 6 gwarancji na eurowybory. Dotyczyły one przygotowania Europy do obrony granic, rozwoju polskiej energii atomowej, poprawy Zielonego Ładu, równych szans polskich rolników w Europie, inwestycji w zdrowie oraz konkurencyjności cyfrowej Europy.

## Ugrupowania wchodzące w skład koalicji
| Nazwa | Nazwa | Ideologia                                                                          | Pozycja polityczna     | Lider                     | Posłowie | Senatorowie | Posłowie do PE | Radni wojewódzcy |
| ----- | --- | ---------------------------------------------------------------------------------- | ---------------------- | ------------------------- | -------- | ----------- | -------------- | ---------------- |
|       | Koalicja Polska - Polskie Stronnictwo Ludowe - Konserwatyści (m.in. Centrum dla Polski, stow. Młoda Polska) - Unia Europejskich Demokratów | chrześcijańska demokracja, neoagraryzm, konserwatywny liberalizm, socjalliberalizm | centrum, centroprawica | Władysław Kosiniak-Kamysz | 32/460   | 7/100       | 2/52           | 58/552           |
|       | Polska 2050 Szymona Hołowni | liberalizm, zielona polityka, chrześcijańska demokracja                            | centrum                | Szymon Hołownia           | 31/460   | 5/100       | 1/52           | 20/552           |

## Poparcie w wyborach

### Wybory parlamentarne
| Wybory | Sejm      | Sejm      | Sejm  | Sejm    | Sejm    | Senat   | Senat   | Rząd     |
| Wybory | Głosy     | Głosy     | Głosy | Mandaty | Mandaty | Mandaty | Mandaty | Rząd     |
| Wybory | Liczba    | %         | +/−   | Liczba  | +/−     | Liczba  | +/−     | Rząd     |
| ------ | --------- | --------- | ----- | ------- | ------- | ------- | ------- | -------- |
| 2023   | 3 110 670 | 14,4 (3.) |       | 65/460  |         | 11/100  |         | Koalicja |

### Wybory samorządowe
| Wybory | Sejmiki | Sejmiki | Sejmiki | Sejmiki | Rady powiatów | Rady powiatów | Rady powiatów | Rady powiatów | Rady gmin | Rady gmin | Prezydenci, burmistrzowie, wójtowie | Prezydenci, burmistrzowie, wójtowie |
| Wybory | Głosy   | Głosy   | Mandaty | Mandaty | Głosy         | Głosy         | Mandaty       | Mandaty       | Mandaty   | Mandaty   | Mandaty                             | Mandaty                             |
| Wybory | %       | +/−     | Liczba  | +/−     | %             | +/−           | Liczba        | +/−           | Liczba    | +/−       | Liczba                              | +/−                                 |
| ------ | ------- | ------- | ------- | ------- | ------------- | ------------- | ------------- | ------------- | --------- | --------- | ----------------------------------- | ----------------------------------- |
| 2024   | 14,25   | –       | 80/552  | –       | 12,3          | –             | 716           | –             | 1909      | –         | 94                                  | –                                   |

### Wybory do Parlamentu Europejskiego
| Wybory | Głosy   | Głosy     | Głosy | Mandaty | Mandaty |
| Wybory | Liczba  | %         | +/-   | Liczba  | +/-     |
| ------ | ------- | --------- | ----- | ------- | ------- |
| 2024   | 813 238 | 6,97 (4.) | –     | 3/53    | –       |

### Wybory prezydenckie
| Wybory | Kandydat        | Zdjęcie | I tura  | % głosów  |
| ------ | --------------- | ------- | ------- | --------- |
| 2025   | Szymon Hołownia |         | 978 901 | 4,99 (5.) |